# Moritz Baumgärtner

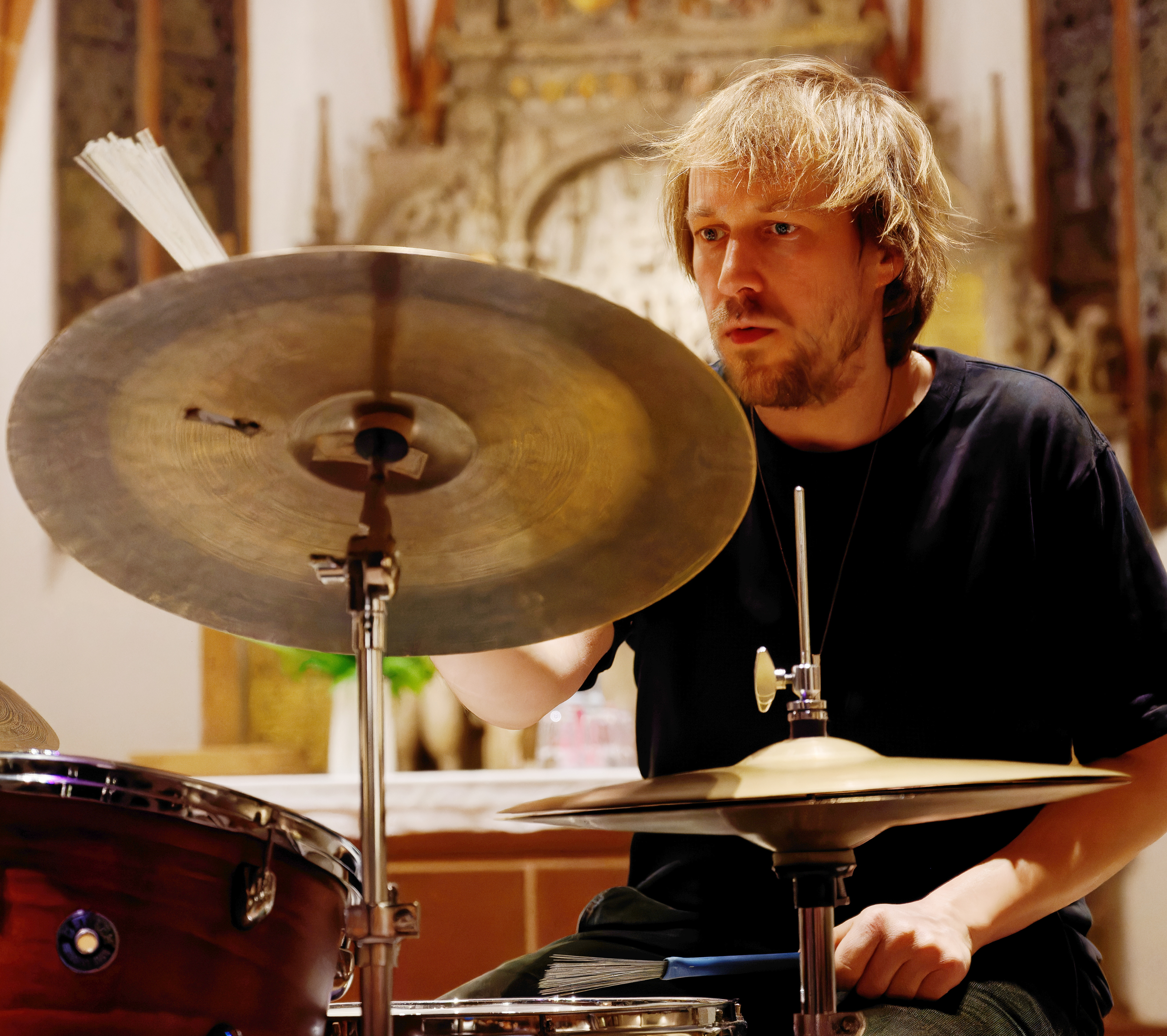
Moritz Baumgärtner mit dem Lisbeth Quartett in der Stadtkirche Darmstadt 11. Februar 2023

Moritz Baumgärtner (* 1985) ist ein deutscher Schlagzeuger des Modern Jazz.

## Leben und Wirken
Baumgärtner, Sohn eines klassischen Geigers und einer Pianistin, wuchs in Lörrach mit klassischer Musik auf. Mit neun Jahren erhielt er Schlagzeugunterricht. Mit 12 Jahren gewann er seinen ersten Wettbewerb Jugend musiziert. wurde er Jungstipendiat der Basler Jazzschule. Bereits mit 19 Jahren war er mit Jazzattack und Adrian Mears im Aufnahmestudio. Während eines längeren musikalischen Aufenthalt in New York City nahm er Unterricht bei Clarence Penn und Jochen Rückert. 2006 begann er mit dem Studium am Jazz-Institut Berlin bei John Hollenbeck, Jeff Ballard und Jim Black, welches er im Sommer 2011 erfolgreich abschloss.
Baumgärtner wurde 2009 Gründungsmitglied in Charlotte Greves Lisbeth Quartett, das mit dem Pianisten Manuel Schmiedel sowie Marc Muellbauer am Bass mehrere Alben vorlegte. Weiter gehört er der Nu-Jazz-Band Melt Trio um die beiden Brüder Peter und Bernhard Meyer an, mit der er 2011 das Album Melt und 2013 Hymnolia veröffentlichte. 2011 nahm er mit der Band Radar um Timo Vollbrecht das Album In Sight auf.  Auch begleitet er Johanna Borchert und Johannes Bigge und ging mit dem Andromeda Mega Express Orchestra auf Tournee. Zudem gehörte er zu den Bands von Oliver Lutz, Uri Gincel, Musina Ebobissé sowie zu Tau 5.
Baumgärtner trat unter anderem mit Perry Robinson, Kurt Rosenwinkel, Theo Bleckmann, Hayden Chisholm, Ack van Rooyen, Christian Weidner, Gabriel Coburger, Johannes Lauer, Julia Hülsmann und Johannes von Buttlar auf. Weiterhin spielte er zudem in der Indie-Rock-Band Jersey und bei Saroos, zwischen 2010 und 2014 bei der Band Bonaparte. Er war international auf Konzertreisen und konzertierte bei internationalen Festivals wie in Jazz Baltica, dem Moers Festival, dem Jazzfest Berlin, dem Lugano Jazzfestival und Jazzdor Strasbourg, aber auch bei Rock am Ring. Zu hören ist er u. a. auch auf Nick Dunstons Album Colla Voce (2024).
Baumgartner lehrt als Professor an der Hochschule für Musik Nürnberg Jazz-Schlagzeug.

## Preise und Auszeichnungen
Baumgärtner gewann 2003 den Bundeswettbewerb Jugend jazzt. 2010 erhielt er den IB.SH-JazzAward sowohl mit seinem eigenen Trio als auch mit Charlotte Greves Lisbeth Quartett. Mit dem Lisbeth Quartett erhielt er 2012 den Echo Jazz als „Best Newcomer 2011 national“.

## Diskographische Hinweise
- Lisbeth Quartett: Constant Travellers (Traumton 2011) – Echo Jazz 2012
- Radar: In Sight feat. Johannes Enders (Double Moon Records 2012, mit Timo Vollbrecht, Lorenz Kellhuber, Tim Kleinsorge)
- Das Rosa Rauschen: 8 Miniaturen aus dem Zyklus 10 Miniaturen (Unit Records 2014, mit Felix Wahnschaffe, Achim Kaufmann, Andi Lang)
- Oliver Lutz: Signal (Unit 2014, mit Christoph Möckel, Pablo Held)
- Melt Trio: Stroy (Traumton 2016, mit Peter und Bernhard Meyer)
- Lars Graugaard / Keisuke Matsuno / Moritz Baumgärtner: Crumble (2017)
- Kuba Więcek / Ralph Alessi / Mateusz Gawęda / Max Mucha / Moritz Baumgärtner: Berry (Audioclave 2019)
- Tau 5: Kreise (2020, mit Philipp Gropper, Philip Zoubek, Petter Eldh, Ludwig Wandinger)[5]
- Lukas Traxel: One-Eyed Daruma (We Jazz, 2023, mit Otis Sandsjö)